# Champions Trophy de hockey sobre césped femenino de 2004
La 12.ª edición del Champions Trophy femenino se llevó a cabo desde el 6 al 14 de noviembre de 2004 en el Jockey Club de Rosario, Argentina. Las seis selecciones nacionales que participaron fueron Alemania, Argentina, Australia, China, Holanda, y Nueva Zelanda.

## Planteles

### AlemaniaAlemania
| - ( 1.) Yvonne Frank - ( 2.) Tina Bachmann - ( 3.) Inga Matthes - ( 5.) Nadine Ernsting Krienke - ( 7.) Natascha Keller - ( 8.) Kerstin Hoyer - ( 9.) Martina Heinlein | - (10.) Silke Müller - (11.) Eileen Hoffmann - (12.) Karin Blank - (13.) Marion Rodewald - (15.) Janina Totzke - (16.) Fanny Rinne - (18.) Anke Kühn | - (19.) Britta von Livonius - (20.) Alexandra Kollmar - (24.) Maike Stöckel - (26.) Christina Schütze - Director Técnico Markus Weise |

### Argentina
| - ( 1.) Mariela Antoniska - ( 3.) Magdalena Aicega - ( 4.) María Paz Ferrari - ( 6.) Ayelén Stepnik - ( 7.) Alejandra Gulla - ( 8.) Luciana Aymar - ( 9.) Vanina Oneto | - (10.) Soledad García - (12.) Mariana González Oliva - (14.) Mercedes Margalot - (15.) María de la Paz Hernández - (16.) Cecilia Rognoni - (19.) Mariné Russo - (20.) Carla Rebecchi | - (21.) Inés Arrondo - (22.) Ángela Cattaneo - (23.) Natalí Doreski - (24.) Claudia Burkart - Director Técnico Sergio Vigil |

### Australia
| - ( 1.) Toni Cronk - ( 3.) Karen Smith - ( 5.) Ngaire Smith - ( 6.) Megan Rivers - ( 7.) Peta Gallagher - ( 8.) Susie Harris - ( 9.) Rebecca Sanders | - (11.) Emily Halliday - (12.) Madonna Blyth - (14.) Nicole Arrold - (16.) Cindy Morgan - (18.) Emma Meyer - (19.) Donna-Lee Patrick - (21.) Hope Munro | - (26.) Ursula Ditton - (27.) Suzie Faulkner - (29.) Teneal Attard - (32.) Nikki Hudson - Director Técnico David Bell |

### ChinaChina
| - ( 2.) Xuejiao Huang - ( 4.) Ma Yibo - ( 6.) Mai Shaoyan - ( 8.) Fu Baorong - ( 9.) Li Shuang - (10.) Gao Lihua - (12.) Zhou Wanfeng | - (14.) Chen Qunqing - (16.) Zhang Yimeng - (17.) Qiu Yingling - (19.) Chen Qiuqi - (20.) Wang Yi - (22.) Li Aili - (24.) Song Qingling | - (27.) Yu Dan - (28.) Wang Yanhui - (32.) Zhang Xiaolei - Director Técnico Kim Chang-back |

### Nueva ZelandaNueva Zelanda
| - ( 1.) Kayla Sharland - ( 2.) Emily Naylor - ( 3.) Karlie Maloney - ( 4.) Jessica Brewster - ( 5.) Rachel Sutherland - ( 6.) Meredith Orr - ( 7.) Moira Senior | - ( 9.) Honor Dillon - (10.) Lizzy Igasan - (11.) Stacey Carr - (13.) Jo Galletly - (15.) Beth Jurgeleit - (18.) Diana Weavers - (21.) Niniwa Roberts-Lang | - (22.) Rachel Robertson - (23.) Tara Draysdale - (24.) Sheree Phillips - (26.) Anita Wawatai - Director Técnico Ian Rutledge |

### Países BajosPaíses Bajos
| - ( 2.) Lisanne de Roever - ( 3.) Mignonne Meekels - ( 4.) Fatima Moreira de Melo - ( 6.) Maartje Scheepstra - ( 7.) Miek van Geenhuizen - ( 8.) Jakolien van Eijk - (10.) Saskia Fuchs | - (11.) Maartje Goderie - (12.) Leonoor Voskamp - (13.) Minke Smabers - (14.) Minke Booij - (15.) Janneke Schopman - (16.) Chantal de Bruijn - (17.) Maartje Paumen | - (18.) Naomi van As - (19.) Ellen Hoog - (20.) Eveline de Haan - (23.) Kim Lammers - Director Técnico Marc Lammers |

## Resultados
| 6 de noviembre de 2004 13:45 |       |                                       |                                                        |
| China                        | 0 – 2 | Países Bajos                          | Árbitros: Soledad Iparraguirre (ARG) Alison Hill (ENG) |
|                              |       | Saskia Fuchs 52' Kim Lammers 59' (pc) | Árbitros: Soledad Iparraguirre (ARG) Alison Hill (ENG) |

| 6 de noviembre de 2004 16:00 |       |                    |                                                        |
| Australia                    | 0 – 1 | Alemania           | Árbitros: Carolina de la Fuente (ARG) Anne McRae (ECO) |
|                              |       | Anke Kühn 45' (pc) | Árbitros: Carolina de la Fuente (ARG) Anne McRae (ECO) |

| 6 de noviembre de 2004 18:15                                                                       |       |               |                                                 |
| Argentina                                                                                          | 6 – 0 | Nueva Zelanda | Árbitros: Kasuko Yasueda (JPN) Lisa Roach (AUS) |
| Alejandra Gulla 24', 53', 69' Mariné Russo 37' (pc) Luciana Aymar 41' (pc) Soledad García 46' (pc) |       |               | Árbitros: Kasuko Yasueda (JPN) Lisa Roach (AUS) |

| 7 de noviembre de 2004 16:00                      |       |                        |                                                                |
| Países Bajos                                      | 2 – 1 | Australia              | Árbitros: Soledad Iparraguirre (ARG) Mónica Rivera Fraga (ESP) |
| Chantal De Bruijn 45' (pc) Maartje Scheepstra 59' |       | Suzie Faulkner 9' (pc) | Árbitros: Soledad Iparraguirre (ARG) Mónica Rivera Fraga (ESP) |

| 7 de noviembre de 2004 18:15 |       |                |                                                               |
| Nueva Zelanda                | 1 – 1 | China          | Árbitros: Corrine Cornelius (RSA) Carolina de la Fuente (ARG) |
| Tara Draysdale 27'           |       | Quiqi Chen 10' | Árbitros: Corrine Cornelius (RSA) Carolina de la Fuente (ARG) |

| 7 de noviembre de 2004 21:15               |       |           |                                                  |
| Alemania                                   | 2 – 0 | Argentina | Árbitros: Alison Hill (ENG) Kazuko Yasueda (JPN) |
| Kerstin Hoyer 40' Marion Rodewald 57' (pc) |       |           | Árbitros: Alison Hill (ENG) Kazuko Yasueda (JPN) |

| 9 de noviembre de 2004 16:00 |       |                      |                                                              |
| China                        | 1 – 2 | Alemania             | Árbitros: Corrine Cornelius (RSA) Soledad Iparraguirre (ARG) |
| Lihua Gao 50' (pc)           |       | Silke Müller 4', 35' | Árbitros: Corrine Cornelius (RSA) Soledad Iparraguirre (ARG) |

| 9 de noviembre de 2004 18:15 |       |                                                                                  |                                             |
| Nueva Zelanda                | 0 – 4 | Países Bajos                                                                     | Árbitros: Anne McRae (ECO) Lisa Roach (AUS) |
|                              |       | Fatima Moreira de Melo 19' (pc) Kim Lammers 27', 70' (pc) Maartje Scheepstra 46' | Árbitros: Anne McRae (ECO) Lisa Roach (AUS) |

| 9 de noviembre de 2004 21:15 |       |                                                                             |                                                       |
| Australia                    | 1 – 5 | Argentina                                                                   | Árbitros: Alison Hill (ING) Mónica Rivera Fraga (ESP) |
| Suzie Faulkner 46' (pc)      |       | Alejandra Gulla 20' (pc) Vanina Oneto 23', 56' Soledad García 36', 40' (pc) | Árbitros: Alison Hill (ING) Mónica Rivera Fraga (ESP) |

| 11 de noviembre de 2004 16:00        |       |                                         |                                                 |
| Alemania                             | 2 – 2 | Nueva Zelanda                           | Árbitros: Anne McRae (ECO) Kazuko Yasueda (JPN) |
| Natascha Keller 37' Tina Schutze 50' |       | Meredith Orr 31' Lizzie Igasan 41' (pc) | Árbitros: Anne McRae (ECO) Kazuko Yasueda (JPN) |

| 11 de noviembre de 2004 18:15 |       |               |                                                                  |
| China                         | 0 – 1 | Australia     | Árbitros: Carolina De La Fuente (ARG) Soledad Iparraguirre (ARG) |
|                               |       | Hope Brown 3' | Árbitros: Carolina De La Fuente (ARG) Soledad Iparraguirre (ARG) |

| 11 de noviembre de 2004 21:15 |       |              |                                                       |
| Argentina                     | 0 – 0 | Países Bajos | Árbitros: Alison Hill (ING) Mónica Rivera Fraga (ESP) |
|                               |       |              | Árbitros: Alison Hill (ING) Mónica Rivera Fraga (ESP) |

| 13 de noviembre de 2004 13:45 |       |                                                    |                                                               |
| Nueva Zelanda                 | 0 – 3 | Alemania                                           | Árbitros: Corrine Cornelius (RSA) Carolina De La Fuente (ARG) |
|                               |       | Jessica Arrold 19' (pc), 61' (ps) Nikki Hudson 46' | Árbitros: Corrine Cornelius (RSA) Carolina De La Fuente (ARG) |

| 13 de noviembre de 2004 16:00 |       |                      |                                                                |
| Países Bajos                  | 1 – 1 | Alemania             | Árbitros: Soledad Iparraguirre (ARG) Mónica Rivera Fraga (ESP) |
| Ellen Hoog 46'                |       | Fanny Rinne 34' (pc) | Árbitros: Soledad Iparraguirre (ARG) Mónica Rivera Fraga (ESP) |

| 13 de noviembre de 2004 18:15                                                                             |       |       |                                                 |
| Argentina                                                                                                 | 5 – 0 | China | Árbitros: Lisa Roach (AUS) Kazuko Yasueda (JPN) |
| Alejandra Gulla 9' (pc), 40' María de la Paz Hernández 25' (pc) Mariné Russo 58' Cecilia Rognoni 65' (pc) |       |       | Árbitros: Lisa Roach (AUS) Kazuko Yasueda (JPN) |

## Tabla de posiciones
| Pos | Equipo        | Puntos | PJ | G | E | P | GF | GC | D/G |
| --- | ------------- | ------ | -- | - | - | - | -- | -- | --- |
| 1.  | Países Bajos  | 11     | 5  | 3 | 2 | 0 | 9  | 2  | 7   |
| 2.  | Alemania      | 11     | 5  | 3 | 2 | 0 | 9  | 5  | 4   |
| 3.  | Argentina     | 10     | 5  | 3 | 1 | 1 | 6  | 8  | -2  |
| 4.  | Australia     | 6      | 5  | 2 | 0 | 3 | 6  | 8  | -2  |
| 5.  | Nueva Zelanda | 2      | 5  | 0 | 2 | 3 | 3  | 16 | -13 |
| 6.  | China         | 1      | 5  | 0 | 1 | 4 | 2  | 11 | -9  |

## Rueda final

### 5.º/6.º puesto
| 14 de noviembre de 2004 16:15 |       |                                                            |                                                    |
| Nueva Zelanda                 | 0 – 3 | China                                                      | Árbitros: Corrine Cornelius (RSA) Lisa Roach (AUS) |
|                               |       | Wang Yanhui 17' (pc) Ma Yibo 30' (pc) Zhou Wanfeng 56'(pc) | Árbitros: Corrine Cornelius (RSA) Lisa Roach (AUS) |

### Tercer puesto
| 14 de noviembre de 2004 18:45                             |       |                                        |                                                  |
| Argentina                                                 | 3 – 2 | Australia                              | Árbitros: Alison Hill (ENG) Kazuko Yasueda (JPN) |
| Cecilia Rognoni 18' (pc), 48' (pc) Luciana Aymar 54' (pc) |       | Karen Smith 8' Suzie Faulkner 34' (pc) | Árbitros: Alison Hill (ENG) Kazuko Yasueda (JPN) |

### Final
| 14 de noviembre de 2004 21:15    |       |          |                                                   |
| Países Bajos                     | 2 – 0 | Alemania | Árbitros: Marelize de Klerk (RSA) Ute Conen (GER) |
| Kim Lammers 23' Naomi van As 49' |       |          | Árbitros: Marelize de Klerk (RSA) Ute Conen (GER) |

## Posiciones finales
| Pos | Equipo        |
| --- | ------------- |
|     | Países Bajos  |
|     | Alemania      |
|     | Argentina     |
| 4.  | Australia     |
| 5.  | China         |
| 6.  | Nueva Zelanda |

## Premios
| Campeonas del Champions Trophy 2004 |
| ----------------------------------- |
| HOLANDA Tercer título               |

| Mejor Jugadora | Mejor Arquera | Goleadora       | Fair Play |
| -------------- | ------------- | --------------- | --------- |
| Luciana Aymar  | Yvonne Frank  | Alejandra Gulla | Argentina |